# John Briley
John Richard Briley (Kalamazoo, Michigan, 1925. június 25. – New York, 2019. december 14.) Oscar-díjas amerikai forgatókönyvíró.

## Filmjei
- Rohamnégyes (Invasion Quartet) (1961)
- A postás kopogása (Postman's Knock) (1962)
- Elátkozottak gyermekei (Children of the Damned) (1964)
- Portugál kémkaland (Hammerhead) (1968)
- Johanna nőpápa (Pope Joan) (1972, associate producer is)
- Szerelmi hadviselés (That Lucky Touch) (1975)
- A medúza pillantása (The Medusa Touch) (1978)
- Sasszárny (Eagle's Wing) (1979)
- Gandhi (1982)
- Enigma (1983)
- Marie (1985)
- Tai Pan (1986)
- Kiálts szabadságért (Cry Freedom) (1987, társproducer is)
- Sandino (1991)
- Kolumbusz, a felfedező (Christopher Columbus: The Discovery) (1992)
- The Warriors of the Rainbow (1992)
- Molokai: Az átok szigete (Molokai: The Story of Father Damien) (1999, associate producer is)

## Díjai
- Oscar-díj a legjobb eredeti forgatókönyvnek (1982, a Gandhi című filmért)